# Remington (Wisconsin)
Remington – miasto w Stanach Zjednoczonych, w stanie Wisconsin, w hrabstwie Wood.